# De-Lovely
De-Lovely – brytyjsko-amerykański film biograficzny z 2004 roku w reżyserii Irwina Winklera. Obraz opowiada o życiu słynnego kompozytora Cole'a Portera, amerykańskiego twórcy muzyki rozrywkowej i autora musicali.

## Fabuła
Będący na łożu śmierci Cole Porter zostaje zaproszony przez tajemniczego reżysera na próbę musicalu poświęconego swojemu życiu. Na scenie pojawiają się wszystkie bliskie mu osoby, które mają wystąpić w tej opowieści. Cole i jego towarzysz przenoszą się do przeszłości, oglądając poszczególne sceny, rozmawiają o muzyce, życiu, miłości, przyjaźni. Rok 1918. Cole Porter – zdolny kompozytor, autor piosenek – króluje na salonach. Pewnego dnia na przyjęciu poznaje piękną rozwódkę Lindę Lee Thomas. Między parą rodzi się przyjaźń i uczucie, a wkrótce zapada też decyzja o małżeństwie. Cole nie ukrywa swoich homoseksualnych skłonności, zaś Linda jest jego oparciem.

## Główne role
- Kevin Kline – Cole Porter
- Ashley Judd – Linda Porter
- Jonathan Pryce – Gabe
- Kevin McNally – Gerald Murphy
- Sandra Nelson – Sara Murphy
- Allan Corduner – Monty Woolley
- Peter Polycarpou – L.B. Mayer
- Keith Allen – Irving Berlin
- James Wilby – Edward Thomas
- Kevin McKidd – Bobby Reed
- Richard Dillane – Bill Wrather
- Edward Baker-Duly – Boris Kochno
- Angie Hill – Ellin Berlin
- Harry Ditson – Dr Moorhead
- Tayler Hamilton – Honoria Murphy
- Lexie Peel – Patrick Murphy
- Greg Sheffield – Boath Murphy

## Nagrody i nominacje
- 2004 Złote Globy
  - Najlepszy aktor w komedii lub musicalu – Kevin Kline (nominacja)
  - Najlepsza aktorka w komedii lub musicalu – Ashley Judd (nominacja)
- 2004 Nagroda Satelita
  - Najlepsza scenografia i dekoracje wnętrz – Eve Stewart, John Bush, John Hill
  - Najlepsze kostiumy – Janty Yates (nominacja)
  - Najlepszy aktor w komedii lub musicalu – Kevin Kline (nominacja)